# Leichtathletik-Weltmeisterschaften 2011/Teilnehmer (Slowenien)
| Gelbes Symbol für Goldmedaillen mit stilisierten Olympischen Ringen | Graues Symbol für Silbermedaillen mit stilisierten Olympischen Ringen | Braundes Symbol für Bronzemedaillen mit stilisierten Olympischen Ringen |
| ------------------------------------------------------------------- | --------------------------------------------------------------------- | ----------------------------------------------------------------------- |
| —                                                                   | —                                                                     | 1                                                                       |

Der slowenische Leichtathletik-Verband stellte bei den Leichtathletik-Weltmeisterschaften 2011 im koreanischen Daegu neun Teilnehmer.

## Ergebnisse

### Männer

#### Laufdisziplinen
| Athlet       | Disziplin | Vorlauf | Vorlauf | Halbfinale | Halbfinale | Finale    | Finale |
| Athlet       | Disziplin | Zeit    | Platz   | Zeit       | Platz      | Zeit      | Platz  |
| ------------ | --------- | ------- | ------- | ---------- | ---------- | --------- | ------ |
| Anton Kosmač | Marathon  |         |         |            |            | 2:24:16 h | 42     |

#### Sprung/Wurf
| Athlet        | Disziplin  | Qualifikation | Qualifikation | Finale        | Finale        |
| Athlet        | Disziplin  | Weite/Höhe    | Platz         | Weite/Höhe    | Platz         |
| ------------- | ---------- | ------------- | ------------- | ------------- | ------------- |
| Rožle Prezelj | Hochsprung | 2,25 m        | 21            | ausgeschieden | ausgeschieden |
| Primož Kozmus | Hammerwurf | 76,54 m       | 10            | 79,39 m SB    | Bronze        |
| Matija Kranjc | Speerwurf  | 73,17 m       | 31            | ausgeschieden | ausgeschieden |

### Frauen

#### Laufdisziplinen
| Athletin     | Disziplin    | Vorlauf | Vorlauf | Halbfinale    | Halbfinale    | Finale        | Finale        |
| Athletin     | Disziplin    | Zeit    | Platz   | Zeit          | Platz         | Zeit          | Platz         |
| ------------ | ------------ | ------- | ------- | ------------- | ------------- | ------------- | ------------- |
| Marina Tomić | 100 m Hürden | 13,36 s | 27      | ausgeschieden | ausgeschieden | ausgeschieden | ausgeschieden |

#### Sprung/Wurf
| Athletin      | Disziplin      | Qualifikation | Qualifikation | Finale        | Finale        |
| Athletin      | Disziplin      | Weite/Höhe    | Platz         | Weite/Höhe    | Platz         |
| ------------- | -------------- | ------------- | ------------- | ------------- | ------------- |
| Tina Šutej    | Stabhochsprung | 4,40 m        | 21            | ausgeschieden | ausgeschieden |
| Nina Kolarič  | Weitsprung     | 6,19 m        | 27            | ausgeschieden | ausgeschieden |
| Marija Šestak | Dreisprung     | 13,87 m       | 21            | ausgeschieden | ausgeschieden |
| Martina Ratej | Speerwurf      | 61,58 m       | 7             | 61,65 m       | 7             |